# Bukojcsani
Bukojcsani (macedónul: Букојчани, albánul Bukojçani) település Észak-Macedóniában, a Délnyugati körzet Kicsevói járásában, 2013-ig a Zajaszi járás része volt, ami teljes egészében beolvadt a Kicsevói járásba.

## Népesség
| Lakosok száma | 162  | 185  | 213  | 210  | 168  | 55   | 96   | 97   | 25   |
|               | 1948 | 1953 | 1961 | 1971 | 1981 | 1991 | 1994 | 2002 | 2021 |

2002-ben 97 lakosa volt, akik közül 74 albán és 23 macedón.